# Бессонница (фестиваль)
«Бессо́нница» — российский некоммерческий фестиваль анимационных фильмов, проходящий в формате open air с 2013 года.
Фестиваль проходит на открытом воздухе вдали от цивилизации. Гости, волонтёры и организаторы фестиваля живут в палаточных лагерях. Главной целью фестиваля организаторы называют популяризацию авторской анимации.

## Программа фестиваля
Программа «Бессонницы» состоит из анимационных фильмов, присылаемых на конкурс режиссерами со всего мира. С 2018 года «Бессонница» является квалифицирующим фестивалем на European Animation Awards.
В светлое время суток на фестивале проходят лекции и мастер-классы, музыкальные концерты. На территории «Бессонницы» работают несколько отдельных кафе, фудмаркет, ярмарка мастеров, отдельная Детская поляна. Фестиваль украшен арт-объектами и инсталляциями. С 2019 года в рамках «Бессонницы» проходит костюмированное карнавальное шествие. В 2023 году на фестивале появилась театральная площадка.

## Бюджет «Бессонницы»
Продажа входных билетов позволяет компенсировать около 60% потребностей фестиваля. Остальная часть бюджета закрывается предоставлением дополнительных услуг гостям и доходом от сдачи в аренду коммерческих точек: фудкорт, кафе, ярмарка и др.

## Волонтерство на «Бессоннице»
«Бессонницу» создают больше 2500 волонтеров, в том числе приезжающие из других стран. Добровольцам предоставляется бесплатное питание и проезд к месту фестиваля от Москвы.
Всего на фестивале больше 180 служб и направлений. Самоназвание экологической команды «Бессонницы» — «хатифнатты».
В 2014 году фестиваль вошел в список 10 самых интересных волонтерских проектов в России по версии журнала «Афиша».

## История

### В составе «Пустых холмов»
Мультипликационные показы на фестивале «Пустые холмы» проводились с 2008 года. В 2011 году анимационные показы на ПХ выросли до полноценной локации (фестивального пространства) под названием «Гостиная».

### 2013
Первый фестиваль «Бессонница» прошел с 13 по 16 июня 2013 года в арт-парке Никола-Ленивец. Мероприятие посетили более 2500 человек.

### 2014—2018
Фестиваль проходил на территории Юхновского района Калужской области. В эти годы «Бессонница» успешно провела 5 краудфандинговых кампаний на платформе Planeta.Ru. Регулярно проводились внефестивальные показы избранных фильмов на различных площадках в разных городах.

### 2019
Фестиваль «Бессонница» отказывается от бесплатного входа и вводит билеты. Параллельно с основными показами в Калужской области проходят показы конкурсной программы в московских кинотеатрах.

### 2020
С целью контроля роста количества посетителей «Бессонница» ограничила количество билетов в предпродаже. 25 апреля 2020 года организаторы объявили о переносе фестиваля на 2021 год из-за пандемии COVID-19.

### 2021
Фестиваль «Бессонница» состоялся в режиме COVID-free — чтобы посетить фестиваль, нужно было предъявить либо сертификат о вакцинации против COVID-19, либо результаты теста на коронавирус, либо результаты теста на наличие антител. На экранах «Бессонницы» было показано более 500 анимационных фильмов — программа сразу двух лет, 2020 и 2021 годов. Фестиваль по оценкам организаторов посетило более 12000 человек. На фестивале впервые был введена масштабная геймификация с помощью коллекционных карточек, созданных агентством Dotorg.

### 2022
Юбилейную десятую «Бессонницу» посетили более 20 тысяч человек.

### 2023
Из-за большого количества гостей в 2022 году, организаторы вновь ограничили количество билетов в предпродаже. По оценкам организаторов, фестиваль посетило 13000 человек. На фестивале впервые появилась театральная площадка — "тЯтр".

### 2024
Общее количество участников фестиваля — гостей и волонтеров — в 2024 году составило 17 тысяч человек.

### 2025
На фестивале впервые введена программа лояльности: билеты первых волн могли купить только те, кто посещал фестиваль несколько раз за последние 5 лет. Первая волна была доступна тем, кто посещал все фестивали с 2019 года.